# Unterleinach
 Unterleinach   is een dorp in de gemeente Leinach dat vlak bij Würzburg in Duitsland is gesitueerd, ten zuiden van Oberleinach.
Het dorp vierde in 1976 zijn 1200e verjaardag.
Tussen de voetbalteams van de dorpen Unterleinach en Oberleinach bestaat een zekere rivaliteit.
Daarnaast zijn er enkele graven gevonden in het bos rondom het dorp en er staat ook nog een intacte toren, die wordt toegeschreven aan de Hunnen.